# Kaive
Kaive är en ort i Lettland.   Den ligger i kommunen Tukuma Rajons, i den västra delen av landet, 70 km väster om huvudstaden Riga. Kaive ligger 64 meter över havet och antalet invånare är 140.
Terrängen runt Kaive är platt. Runt Kaive är det glesbefolkat, med 9 invånare per kvadratkilometer. Närmaste större samhälle är Tukums, 12,9 km sydost om Kaive. Omgivningarna runt Kaive är en mosaik av jordbruksmark och naturlig växtlighet.